# Kaj Stefansen
Kaj Stefansen (født 25. april 1968) er en dansk tidligere professionel fodboldmålmand, nu målmandstræner i FC Fredericia
Aktiv målmandskarriere:

- Ikast FS
- Silkeborg IF
- Vidar Stavanger (Norge)
- Herning Fremad
- Buffalo Blizzards (USA)
- FC Midtjylland
- Esbjerg fB